# Vlastimil Melich
Vlastimil Melich (7. dubna 1928 Vysoké nad Jizerou – 2. srpna 1978) byl československý lyžař, běžec na lyžích a sdruženář.

## Lyžařská kariéra
Na VI. ZOH v Oslo 1952 skončil na 29. místě v běhu na lyžích na 18 km, ve štafetě na 4x10 km na 8. místě a v severské kombinaci skončil na 16. místě. Na VII. ZOH v Cortina d'Ampezzo 1956 skončil ve štafetě na 4x10 km na 8. místě a v severské kombinaci skončil na 18. místě. Na VIII. ZOH v Squaw Valley 1960 v severské kombinaci skončil na 18. místě. Na Mistrovství světa v klasickém lyžování 1954 ve Falunu skončil v běhu na lyžích na 15 km na 46. místě a ve štafetě na 4x10 km na 7. místě. Na Mistrovství světa v klasickém lyžování 1958 v Lahti skončil ve štafetě na 4x10 km na 11. místě a v severské kombinaci na 22. místě.